# Microserphites parvulus
Microserphites parvulus is een vliesvleugelig insect uit de familie Serphitidae. De wetenschappelijke naam is voor het eerst geldig gepubliceerd in 1979 door Kozlov & Rasnitsyn.